# 老磨坊站
老磨坊站（英語：Old Mill Station）是一座多倫多地鐵布魯亞－丹佛線車站，坐落加拿大安大略省多倫多怡陶碧谷老磨坊徑（Old Mill Trail）和布魯亞西街（Bloor Street West）的交界處，於1968年5月10日開幕。
下列由多倫多公車局營運的巴士線駛經老磨坊站：
- 66號愛德華王子巴士線（Prince Edward）

## 外部連結
- 维基共享资源上的相關多媒體資源：老磨坊站
- （英文）TTC Old Mill Station （页面存档备份，存于）－多倫多公車局網站 老磨坊站頁面